# Lobocleta obscura
Lobocleta obscura là một loài bướm đêm trong họ Geometridae.